# Wasserkraftwerk Carlos Lleras Restrepo
Das Wasserkraftwerk Carlos Lleras Restrepo (span. Central hidroeléctrica Carlos Lleras Restrepo) befindet sich am Río Medellín  im zentralen Norden Kolumbiens im Departamento de Antioquia. Es liegt 13 km nordöstlich von Barbosa sowie 47 km nordöstlich der Großstadt Medellín. Betreiber der Anlage ist Hidralpor (Hidroeléctrica Del Alto Porce S.A.S. E.S.P.). Das Kraftwerk trägt den Namen des Politikers Carlos Lleras Restrepo.
Das 2012–2015 errichtete Wasserkraftwerk befindet sich in der kolumbianischen Zentralkordillere am rechten Flussufer des Río Medellín. Flussabwärts befindet sich die Talsperre Porce II, flussaufwärts das Wasserkraftwerk La Tasajera. 6,2 km flussaufwärts befindet sich ein Wehr (⊙). am Río Medellín. Dort wird ein Teil des Flusswassers abgeleitet. Über einen 5,9 km langen Tunnel wird das Wasser entlang dem rechten Flussufer zu einem Ausgleichsbehälter geleitet, von welchem es anschließend zum Kraftwerk strömt. Das Kraftwerk besitzt zwei Francis-Turbinen mit jeweils 39,7 MW Leistung. Der Durchmesser der Läufer beträgt 2 m, die Umdrehungszahl 360/min. Die Fallhöhe beträgt 130 m. Die durchschnittliche Jahresenergieproduktion liegt bei 585 GWh. Unterhalb des Kraftwerks gelangt das Wasser wieder in den Fluss.